# Prinsesse Vilhelmines Have
Prinsesse Vilhelmines Have var en park, som lå vest for Frederiksberg Slot og var en del af Frederiksberg Have.
I 1859 overlades parken til Zoologiske Have, som var oprettet af Niels Kjærbølling. I 1861 tilgik desuden Prinsesse Carolines Have og 1867 en del af frugttræplanteskolen, Sallys Planteskole i brune Dyrehave.
Haven blev omdannet til et aktieselskab i 1872, omfattede over tre tønder land, og blev frem til 1873 udvidet med resten af brune Dyrehave.
Haven var opkaldt efter Prinsesse Vilhelmine.